# 에리크 스카베니우스
에리크 율리우스 크리스티안 스카베니우스(덴마크어: Erik Julius Christian Scavenius, 1877년 7월 13일~1962년 11월 29일)는 덴마크의 정치인이다. 또한 에리크 스카베니우스의 소속 정당은 사회자유당이다.
1922년부터 1924년까지 사회자유당 대표를 역임했으며 3차례(1909년 10월 28일~1910년 7월 5일, 1913년 6월 21일~1920년 3월 30일, 1940년 7월 8일~1943년 8월 29일)에 걸쳐 덴마크 외무부 장관을 역임했다.
1942년 11월 9일부터 1943년 8월 29일까지 제32대 덴마크의 총리를 역임했다. 제2차 세계 대전 기간중 독일이 덴마크를 점령하던 동안에는 독일과 덴마크 정부 간의 연락 임무를 수행했다.